# 管世銘
管世銘（1738年—1798年），字緘若，號韞山。江蘇武進人。
乾隆四十三年（1778年）進士，官戶部主事，累遷郎中，乾隆五十一年（1786年）十月入值軍機處，屢從大臣赴浙江、湖北、吉林、山東按事。阿桂倚之如左右手，因看不慣和珅的行為，經常譏諷和珅。乾隆六十年（1795年）改浙江道監察御史。经大学士、首席军机大臣阿桂奏请，仍留军机处供职。管世铭善诗，“声情沉郁，寄托深远，所谓畅怀舒愤，塞违从正者，实能寝馈唐贤。”，常与名士洪亮吉唱和，編有《唐诗选》。其弟子稱“韞山先生”。嘉庆三年（1798年）十一月十二日暴卒，年六十有一。著有《韞山堂詩集》，曾編選《讀雪山房唐詩》。

## 延伸阅读
[在维基数据编辑]
 《清史稿·卷356》，出自趙爾巽《清史稿》